# رومن وینسلو
رومن وینسلو (انگلیسی: Romain Vincelot؛ زادهٔ ۲۹ اکتبر ۱۹۸۵) بازیکن فوتبال اهل فرانسه است.
از باشگاه‌هایی که در آن بازی کرده‌است می‌توان به باشگاه فوتبال گیلینگام، باشگاه فوتبال کاونتری سیتی، باشگاه فوتبال داگنم و ردبریج، باشگاه فوتبال برایتون اند هوو آلبیون، و باشگاه فوتبال لیتون اورینت اشاره کرد.